# The Murder of My Sweet
The Murder of My Sweet är ett svenskt symphonic/gothic metal-band bildat i Stockholm 2006.
Debutsingeln Bleed Me Dry nådde plats 14 på Sverigetopplistan 2009. Debutalbumet Divanity utkom januari 2010 hos det italienska skivbolaget Frontiers Records. Bandets sångerska Angelica Rylins röst beskrevs av  Expressen som "enorm, musikalisk, kraftfull och helt fantastisk på alla sätt.".
Bandets musikstil har ett kraftfullt upbeat-sound som blandar tyngden ifrån heavy metal med poppiga melodier och pompösa keyboardarrangemang, vilket inte är helt ovanligt för symphonic metal-band. Expressen beskrev musiken som: "Denna pampiga, orkestrala metal i Evanescences poppiga anda är specialskriven just för en bred publik som kan uppskatta Poodles lika gärna som Malena Ernman."

## Medlemmar
Nuvarande medlemmar
- Angelica Rylin – sång (2007– )
- Daniel Flores – trummor, keyboard, bakgrundssång (2007– )
- Mike Palace – gitarr (2021– )
- Patrik Janson – basgitarr (2015– )

Tidigare medlemmar
- Johan Niemann – basgitarr (2007–2008)
- Daniel Palmqvist – gitarr (2007–2011)
- Andreas Lindahl – keyboard (2007–?)
- Henrik Linder – basgitarr (2009)
- Marcus Bergström – basgitarr (2010)
- Teddy Westlund – basgitarr (2011–2015)
- David Sivelind – gitarr (2011–2012)
- Christopher Vetter – gitarr (2012–2021)

## Diskografi
Studioalbum
- Divanity (2010)
- Bye Bye Lullaby (2012)
- Beth Out of Hell (2015)
- Echoes of the Aftermath (2017)
- Brave Tin World (2019)
- A Gentleman's Legacy (2021)

Singlar
- "Bleed Me Dry"[2] (2009	)
- "A Christmas Present to Our Fans" (2009)
- "Tonight" (2010)
- "Unbreakable" (2012)
- "The Humble Servant" (2015)
- "The Awakening" (2015)